# День Луны
«День Луны» — вторая серия шестого сезона британского научно-фантастического телесериалa «Доктор Кто». Это вторая часть двухсерийной истории, написанной Стивеном Моффатом. Показ состоялся в Великобритании на канале BBC One и в США на канале BBC America 30 апреля 2011 года. Мэтт Смит, Карен Гиллан и Артур Дарвилл продолжили исполнять главные роли в серии, вместе с Алекс Кингстон в роли Ривер Сонг.

## Сюжет
Проходит три месяца после событий серии «Невозможный астронавт». Доктор заключён в идеальную тюрьму в Зоне 51. Эми и Рори убиты агентами ФБР во главе с Кантоном Делавэром. Ривер упала с 50-го этажа. Мешки с телами Эми и Рори кладут рядом с Доктором. Убедившись в отсутствии слежки Тишины, Доктор выпутывается из цепей, а герои оказываются живыми и при помощи стоявшей в невидимом режиме ТАРДИС покидают камеру. Кантон говорит о Ривер и волнуется, что будет с ней. Доктор просит, чтобы Эми и Рори открыли все двери в бассейне. Ривер падает с 50-го этажа и… попадает в ТАРДИС. Кантон оказывается на стороне Доктора.
Герои приходят к выводу, что гуманоидные агенты Тишины («исповедники» или «сайленты»), гипнотизируя сознание, дают приказ человеку, а затем стирают память о себе. Доктор вживляет своим спутникам специальный диктофон под кожу руки, с помощью которого они смогут записать информацию о сайлентах, если обнаружат их.
Эми и Кантон отправляются в детский дом, где обнаруживают комнату с фотографиями девочки из скафандра. В комнату входит эта девочка и агенты Тишины, которые похищают Эми. Доктор не успевает прийти на помощь, но вместе с Кантоном он пленяет одного из сайлентов. Кантон провоцирует пленника на заявление «Вы должны убивать нас, как только увидите». Неизвестной девочке удаётся сбежать из скафандра.
Доктор отслеживает сигнал связи и находит Эми в плену на космическом корабле Тишины. Он показывает врагам трансляцию высадки Нила Армстронга на Луну, которую смотрят сотни миллионов человек. Так как ранее Доктор модифицировал лунный модуль «Аполлон-11», ему удаётся вставить в трансляцию запись «приказа» пленённого сайлента. Таким образом все люди получили указание уничтожать пришельцев.
Через несколько месяцев таинственная девочка, находясь на мрачной улице Нью-Йорка, говорит бродяге, что умирает, но знает, как это исправить. После этого тело девочки начинает светиться, и она регенерирует.

## Производство
Съёмки проходили в Долине монументов, штат Юта, США, и Долине богов, Юта, США.